# Columnea billbergiana
Columnea billbergiana là một loài thực vật có hoa trong họ Tai voi. Loài này được Beurl. mô tả khoa học đầu tiên năm 1856.